# Tanytarsus clavatitarsis
Tanytarsus clavatitarsis är en tvåvingeart som först beskrevs av Jean-Jacques Kieffer 1910.  Tanytarsus clavatitarsis ingår i släktet Tanytarsus och familjen fjädermyggor. Inga underarter finns listade i Catalogue of Life.